# Marta Torrejón
Marta Torrejón Moya (Mataró, 27 de febrero de 1990) es una futbolista y bióloga española que juega como defensa en el Fútbol Club Barcelona de la Primera División de España.
Ha sido internacional con la selección española desde 2007 hasta 2019, sumando un total de 90 convocatorias. Durante cuatro años fue la jugadora con más internacionalidades por España, hasta que en 2021 su marca fue superada por Alexia Putellas.
Es la jugadora más laureada del fútbol español ganando a lo largo de su carrera 26 títulos nacionales, entre ellos 9 Ligas, 12 Copas de la Reina y 5 Supercopas de España.

## Biografía
Nació en Mataró. Proviene de una familia relacionada con el fútbol. Su padre, sus tíos y su hermano son jugadores. Aunque de pequeña quería jugar al tenis, se decantó por el fútbol, deporte que inició a 7 años primero en la escuela y a los 12 años se incorporó al R. C. D. Espanyol donde existía un equipo de fútbol femenino. Ha compaginado su trabajo como futbolista con los estudios universitarios licenciándose en biología.

## Trayectoria

### Inicio profesional
Comenzó su carrera en el equipo de su colegio, el C. F. Salesians de Mataró y a mitad de temporada recaló en las categorías inferiores del R. C. D. Espanyol de Barcelona, debutando en el equipo alevín e infantil. En aquellos tiempos tuvo que jugar con chicos dado que no había equipo femenino; su carrera fue a más y más hasta el punto que a la temprana edad de 14 años debutó en la Superliga con el club periquito, hasta convertirse en una de las piezas claves del club.

### R. C. D. Espanyol
En el año 2004, después de haber jugado en las categorías inferiores del Espanyol, le llega su momento, y salta al terreno de juego como jugadora del primer equipo de la Superliga, donde cosechó bastantes éxitos.

### F. C. Barcelona
Desde 2013 juega en el Fútbol Club Barcelona donde es una de las capitanas.

## Selección nacional

### Selección Española
Debutó en la selección española de fútbol femenino el 25 de noviembre de 2007 en un partido de la Fase de Clasificación del Campeonato de Europa en Shrewsbury, Inglaterra. Jugó en todas las categorías de la selección española, hasta la selección española absoluta, con la que participó en el Campeonato del Mundo de Canadá 2015 y junio de 2019 en el Campeonato del Mundo de Francia 2019 donde fue la capitana de la selección.[cita requerida] En agosto de 2019 anunció que se retiraba de la selección.

### Selección Catalana de Fútbol
Ha ganado 4 veces el campeonato de España de selecciones autonómicas 2003, 2004, 2005, 2006, habiendo jugado con la selección catalana sub-14, sub-17, sub-18 y actualmente con la Selección Catalana absoluta.[cita requerida]

## Estadísticas

### Clubes
Actualizado al último partido disputado el 7 de junio de 2025.
| Club                       | Div.                | Temporada           | Liga  | Liga  | Copa  | Copa  | Continental | Continental | Otros | Otros | Total | Total |
| Club                       | Div.                | Temporada           | Part. | Goles | Part. | Goles | Part.       | Goles       | Part. | Goles | Part. | Goles |
| -------------------------- | ------------------- | ------------------- | ----- | ----- | ----- | ----- | ----------- | ----------- | ----- | ----- | ----- | ----- |
| R. C. D. Espanyol · España | 1.ª                 | 2004-05             | 17    | 1     | -     | -     | -           | -           | -     | -     | 17    | 1     |
| R. C. D. Espanyol · España | 1.ª                 | 2005-06             | 14    | 2     | 5     | 2     | -           | -           | -     | -     | 19    | 4     |
| R. C. D. Espanyol · España | 1.ª                 | 2006-07             | 23    | 6     | 5     | 1     | 6           | 0           | -     | -     | 34    | 7     |
| R. C. D. Espanyol · España | 1.ª                 | 2007-08             | 24    | 1     | 2     | 0     | -           | -           | -     | -     | 26    | 1     |
| R. C. D. Espanyol · España | 1.ª                 | 2008-09             | 30    | 3     | 5     | 2     | -           | -           | -     | -     | 35    | 5     |
| R. C. D. Espanyol · España | 1.ª                 | 2009-10             | 28    | 5     | 4     | 1     | -           | -           | -     | -     | 32    | 6     |
| R. C. D. Espanyol · España | 1.ª                 | 2010-11             | 21    | 4     | 4     | 0     | -           | -           | -     | -     | 25    | 4     |
| R. C. D. Espanyol · España | 1.ª                 | 2011-12             | 28    | 3     | 2     | 0     | -           | -           | -     | -     | 30    | 3     |
| R. C. D. Espanyol · España | 1.ª                 | 2012-13             | 28    | 2     | 2     | 0     | -           | -           | -     | -     | 30    | 2     |
| R. C. D. Espanyol · España | Total               | Total               | 213   | 27    | 29    | 6     | 6           | 0           | 0     | 0     | 248   | 33    |
| F. C. Barcelona · España   | 1.ª                 | 2013-14             | 30    | 1     | 5     | -     | 6           | 0           | 2     | 0     | 43    | 1     |
| F. C. Barcelona · España   | 1.ª                 | 2014-15             | 30    | 4     | 2     | -     | 4           | 0           | 2     | -     | 38    | 4     |
| F. C. Barcelona · España   | 1.ª                 | 2015-16             | 27    | 3     | 3     | -     | 6           | 0           | 2     | -     | 38    | 3     |
| F. C. Barcelona · España   | 1.ª                 | 2016-17             | 27    | 0     | 3     | -     | 8           | 2           | 1     | 1     | 39    | 3     |
| F. C. Barcelona · España   | 1.ª                 | 2017-18             | 28    | 7     | 1     | -     | 6           | 0           | 2     | -     | 37    | 7     |
| F. C. Barcelona · España   | 1.ª                 | 2018-19             | 29    | 6     | 3     | 1     | 7           | 1           | -     | -     | 39    | 8     |
| F. C. Barcelona · España   | 1.ª                 | 2019-20             | 20    | 3     | 4     | -     | 5           | 2           | 4     | 5     | 33    | 10    |
| F. C. Barcelona · España   | 1.ª                 | 2020-21             | 32    | 10    | 3     | 1     | 9           | 1           | 1     | 0     | 45    | 12    |
| F. C. Barcelona · España   | 1.ª                 | 2021-22             | 29    | 6     | 4     | -     | 10          | 2           | 2     | 0     | 45    | 8     |
| F. C. Barcelona · España   | 1.ª                 | 2022-23             | 27    | 3     | 1     | -     | 9           | 1           | 2     | 0     | 39    | 4     |
| F. C. Barcelona · España   | 1.ª                 | 2023-24             | 28    | 8     | 4     | -     | 7           | 1           | 0     | 0     | 39    | 9     |
| F. C. Barcelona · España   | 1.ª                 | 2024-25             | 22    | 2     | 3     | 1     | 5           | 0           | 2     | 0     | 32    | 3     |
| F. C. Barcelona · España   | Total               | Total               | 329   | 53    | 36    | 3     | 82          | 10          | 20    | 6     | 467   | 72    |
| Total en su carrera        | Total en su carrera | Total en su carrera | 542   | 80    | 65    | 9     | 88          | 10          | 20    | 6     | 705   | 105   |

## Palmarés

### Títulos nacionales
| Título             | Club              | País   | Año  |
| ------------------ | ----------------- | ------ | ---- |
| Campeonato de Liga | R. C. D. Espanyol | España | 2006 |
| Copa               | R. C. D. Espanyol | España | 2006 |
| Copa               | R. C. D. Espanyol | España | 2009 |
| Copa               | R. C. D. Espanyol | España | 2010 |
| Copa               | R. C. D. Espanyol | España | 2012 |
| Campeonato de Liga | F. C. Barcelona   | España | 2014 |
| Copa               | F. C. Barcelona   | España | 2014 |
| Campeonato de Liga | F. C. Barcelona   | España | 2015 |
| Copa               | F. C. Barcelona   | España | 2017 |
| Copa               | F. C. Barcelona   | España | 2018 |
| Supercopa          | F. C. Barcelona   | España | 2020 |
| Campeonato de Liga | F. C. Barcelona   | España | 2020 |
| Copa               | F. C. Barcelona   | España | 2020 |
| Copa               | F. C. Barcelona   | España | 2021 |
| Campeonato de Liga | F. C. Barcelona   | España | 2021 |
| Supercopa          | F. C. Barcelona   | España | 2022 |
| Campeonato de Liga | F. C. Barcelona   | España | 2022 |
| Copa               | F. C. Barcelona   | España | 2022 |
| Supercopa          | F. C. Barcelona   | España | 2023 |
| Campeonato de Liga | F. C. Barcelona   | España | 2023 |
| Supercopa          | F. C. Barcelona   | España | 2024 |
| Campeonato de Liga | F. C. Barcelona   | España | 2024 |
| Copa               | F. C. Barcelona   | España | 2024 |
| Supercopa          | F. C. Barcelona   | España | 2025 |
| Campeonato de Liga | F. C. Barcelona   | España | 2025 |
| Copa               | F. C. Barcelona   | España | 2025 |

### Títulos internacionales
| Título            | Equipo          | Sede       | Año  |
| ----------------- | --------------- | ---------- | ---- |
| Liga de Campeones | F. C. Barcelona | Gotenburgo | 2021 |
| Liga de Campeones | F. C. Barcelona | Eindhoven  | 2023 |
| Liga de Campeones | F. C. Barcelona | Bilbao     | 2024 |

### Títulos regionales
| Título        | Equipo            | Año  |
| ------------- | ----------------- | ---- |
| Copa Cataluña | R. C. D. Espanyol | 2005 |
| Copa Cataluña | R. C. D. Espanyol | 2006 |
| Copa Cataluña | R. C. D. Espanyol | 2007 |
| Copa Cataluña | R. C. D. Espanyol | 2008 |
| Copa Cataluña | F. C. Barcelona   | 2014 |
| Copa Cataluña | F. C. Barcelona   | 2015 |
| Copa Cataluña | F. C. Barcelona   | 2016 |
| Copa Cataluña | F. C. Barcelona   | 2017 |
| Copa Cataluña | F. C. Barcelona   | 2018 |
| Copa Cataluña | F. C. Barcelona   | 2019 |

### Distinciones individuales
| Distinción                                          | Año  |
| --------------------------------------------------- | ---- |
| Mejor defensa lateral derecha según el Fútbol Draft | 2010 |

## Vida personal
Es hermana del también futbolista Marc Torrejón. Además, tiene el título de Bióloga de la Universidad Autónoma de Barcelona y se encuentra estudiando Historia y Geografía.

### Activista
Torrejón pone en valor el trabajo de muchas mujeres que han roto las barreras en el fútbol ante las dificultades que hace unos años existía para dedicarse a este deporte. Explica cómo cuando empezó a jugar en el colegio en equipos mixtos escuchaba con frecuencia la frase "el fútbol no es para chicas" y se declara defensora de la igualdad. Entre sus referentes en el fútbol femenino menciona a la pionera Raquel Cabezón capitana en el Espanyol cuando Marta llegó al club con 12 años. También Sandra Vilanova, Érika Vázquez y Vanesa Gimbert.